# (523750) 2014 US224
2014 US224, também escrito como 2014 US224, é um objeto transnetuniano que está localizado no Cinturão de Kuiper, uma região do Sistema Solar. Este corpo celeste é classificado como um provável cubewano. Ele possui uma magnitude absoluta de 4,7 e tem um diâmetro estimado em torno de 505 km. O astrônomo Mike Brown lista este objeto em sua página na internet como um candidato a possível planeta anão.

## Descoberta
2014 US224 foi descoberto no dia 28 de outubro de 2014 pelo Pan-STARRS 1.

## Órbita
A órbita de 2014 US224 tem uma excentricidade de 0,110 e possui um semieixo maior de 46,498 UA. O seu periélio leva o mesmo a uma distância de 41,372 UA em relação ao Sol e seu afélio a 51,623 UA.